# Claus Theo Gärtner
Claus Theo Gärtner (Berlin, 1943. április 19. –) német televíziós színész, főként Josef Matula szerepéről ismert, aki a Két férfi, egy eset című német detektívsorozat főszereplője. 1981 és 2013 között Gärtner 300 epizódban szerepelt a magándetektív szerepében. Gärtner autórajongóként is ismert. 1967 óta számos autóversenyen vett részt, és egy német gyártó tesztpilótájaként vezetett autókat. Saját autós mutatványokat csinált a sorozatban.

## Élete
Oberhausenben nőtt fel, és első színészi élményeit a gyerekszínházban szerezte.
Gärtner ifjúságát Ausztriában, az Egyesült Államokban és Délkelet-Ázsiában töltötte. Zenei tanulmányait Braunschweigben és Hannoverben végezte. A színházban Göttingenben debütált.

## Magánélet
Fiatalkorában aktívan részt vett a német szocialista diákszövetség tevékenységében.
2003-ban Gärtner körülbelül tizenkét évnyi házasság után elvált második feleségétől, Brigitte-től.
2008. szeptember 20-án feleségül vette a nála 35 évvel fiatalabb menyasszonyát, Sarah Würglert Winterthurban. Az esküvőjük előtt Claus Theo és Sarah 6 évig volt kapcsolatban.
Svájcban, Bázelben él.

## Mozifilméi
- 1968: Layout
- 1971: Jaider – der einsame Jäger
- 1971: Zoff
- 1974: Einer von uns beiden
- 1975: Familienglück
- 1977: Operation Ganymed
- 1977: Winterspelt 1944
- 1979: Die erste Polka
- 1984: Uindii
- 1999: Sind Sie Luigi?
- 2003: Ein Hauch von Zeit